# Frederik 2. af Slesvig-Holsten-Gottorp
Frederik 2., Hertug af Slesvig-Holsten-Gottorp (født 21. april 1568, død 15. juni 1587) var hertug af de gottorpske dele af hertugdømmerne Slesvig og Holsten fra 1586 til 1587. Han var ældste søn af Hertug Adolf af Slesvig-Holsten-Gottorp og Christine af Hessen.

## Biografi
Frederik blev født den 21. april 1568 som den ældste søn af Hertug Adolf af Slesvig-Holsten-Gottorp og Christine af Hessen. Han modtog en grundig opdragelse under vejledning af den franske adelsmand Antoine Cauce, der i 1581 fulgte ham og hans yngre bror Philip til Universitetet i Heidelberg. Her fungerede han i 1583 som æresrektor og fortsatte derefter til Universitetet i Strassburg.
Den 1. oktober 1586 blev han ved sin fars død hertug i de gottorpske dele af hertugdømmerne Slesvig og Holsten. Egentlig havde hans fars planlagt at dele arven mellem sine ældste sønner, men ved Adolf 1.'s død var det kun hans ældste søn Frederik, der var myndig og derfor efterfulgte faderen som den eneste. Det lykkedes derimod ikke Frederik at tiltræde som biskop i Slesvig Stift, hvor hans far ellers havde fået ham valgt til koadjutor. Stiftet blev tværtimod overtaget af kongen som et dansk rigslen. Frederik blev rost for sin lærdom og fromhed.
Frederik 2. regerede kun et år og døde den 15. juni 1587 på Gottorp Slot. Han døde før adelen kunne vælge og hylde ham. Efter hans død opstod skarpe diskussioner mellem gottorperne, som ønskede en arvehyldning og stænderne, som fremhævede handlingens valgkarakter. Da han døde ugift og uden arvinger, blev han efterfulgt som hertug af sin lillebror Philip af Slesvig-Holsten-Gottorp. Han blev begravet i krypten i Slesvig Domkirke.

## Fuld officiel titel
- Af Guds Nåde Arving til Norge, Hertug til Slesvig, Holsten, Stormarn og Ditmarsken, Greve til Oldenborg og Delmenhorst etc.